# Emiliano degli Orfini
Emiliano degli Orfini, noto anche come Emiliano Orfini (Foligno, ca. 1420 – fra l'agosto 1496 e il 24 ottobre 1498), è stato un orafo, medaglista e tipografo italiano.

## Biografia
Nato nella prima metà del XV secolo da una famiglia patrizia di Foligno, fu orefice e zecchiere pontificio, seguendo la professione del padre svolta sotto Pio II.
Presso la propria abitazione, a Foligno, fondò una tipografia, attiva dal 1470 al 1472, che all'epoca era la sesta in Italia. L'edificio Orfini è oggi sede del Museo della Stampa. Nella sua attività ebbe probabilmente per socio il tipografo Johannes Numeister e anche i propri fratelli Mariotto e Antonio. L'effettiva associazione con Numeister non è però del tutto certa per le fonti, non apparendo il suo nome in uno dei documenti sopravvissuti. Forse, giunto a Foligno attorno al 1463 come copista, Numeister fu almeno inizialmente un dipendente degli Orfini e non subito un socio.
Definito "prototipografo" dalla Enciclopedia Treccani, il nome di Orfini è noto prevalentemente per il ruolo come pioniere nella stampa a caratteri mobili. Dalla sua tipografia risultano stampati il De bello italico adversus Gothos di Leonardo Aretino, nel dicembre 1470, le Epistulae ad familiares di Cicerone, attorno al 1471, e soprattutto la editio princeps della Divina Commedia di Dante, l'11 aprile 1472. Sebbene nell'edizione della commedia manchi il cognome di Orfini, la Treccani lo indica come il "mecenate di quella edizione", "stampata certamente nella sua tipografia". In quest'edizione, composta da 252 carte e stampata in 800 copie, di cui sono sopravvissuti solo 25 esemplari completi, le capacità di orefice di Orfini furono provvidenziali, poiché fu con ogni probabilità lui a disegnarne e incidere i caratteri. La carta, invece, fu fornita dai monaci benedettini e prodotta per mezzo delle cartiere di Pale e Belfiore gestite da loro stessi dal XIII secolo fino al 1484.
Al termine del 1474, e dopo aver lavorato come zecchiere papale nel Ducato di Spoleto forse già dal 1464, Sisto IV lo volle presso la zecca pontificia di Roma. Fu autore di due medaglie:
- Medaglia emessa a ricordo delle provvidenze, prese da Paolo II verso i figli di Tommaso Paleologo, sovrano esiliato della Morea, morto a Roma nel 1465
- Medaglia emessa per celebrare il Concistoro del 1466

Sono note anche monete battute tramite i suoi conii.
Divenuto vedovo, sposò Bartolomea Crisanti in seconde nozze. L'ultimo documento noto che lo cita è una procura verso il figlio Pierfilipo, il 4 settembre 1492.